# بستنة

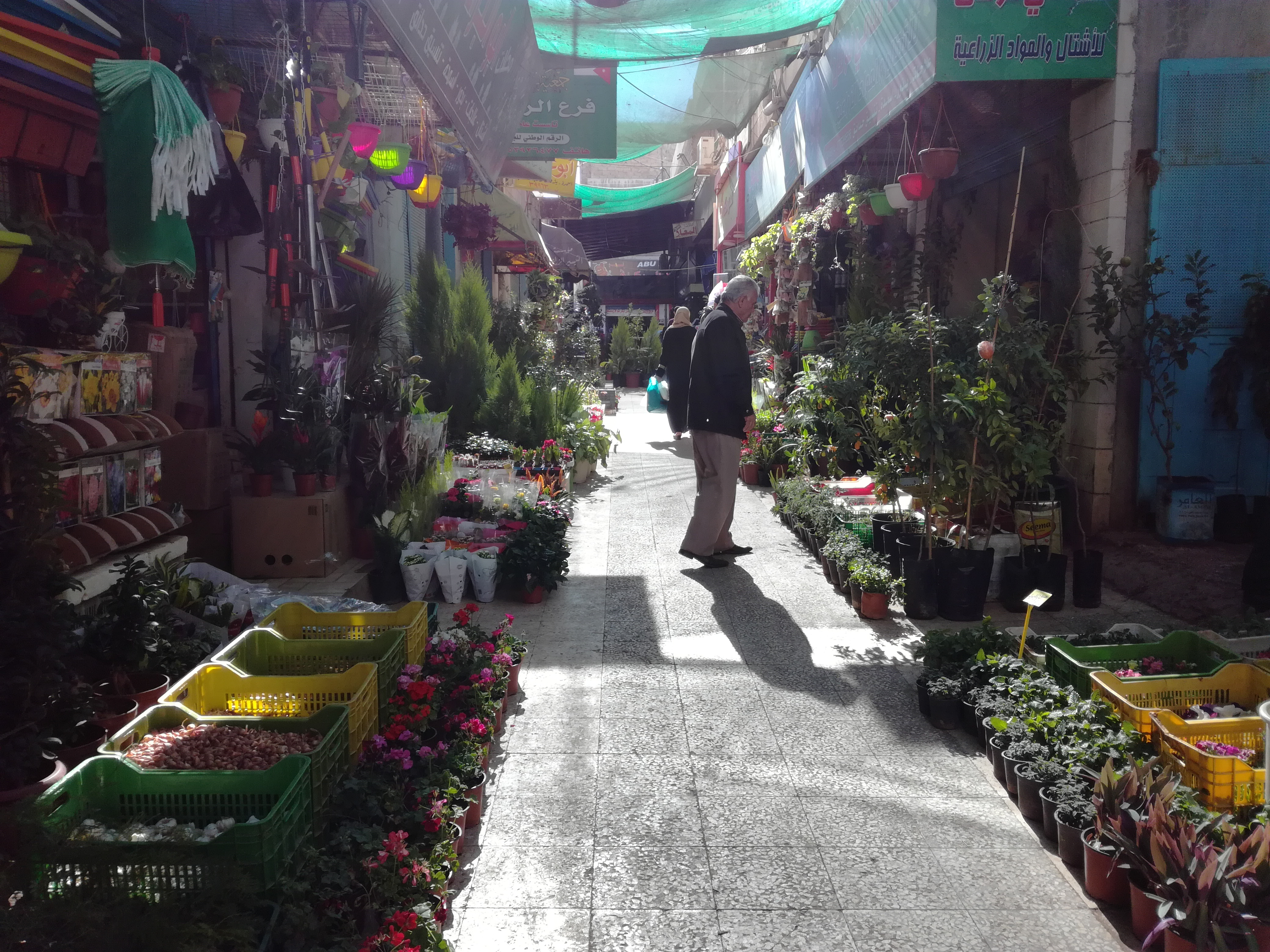
محلات لبيع الشتلات في مدينة الزرقاء في الأردن.

البستنة هي زراعة النباتات وإكثارها بدافع التجميل للحدائق المنزلية والعامة والمنازل والشوارع والواجهات وفوق الأسطح. ويكون ذلك بدافع الهواية أكثر من الدافع الاقتصادي. وهي هواية مريحة للأعصاب فيها الكثير من المجهود البدني والترويح عن النفس وتعلم من يمارسها الارتباط بالطبيعة وحب النباتات وكيفية رعايتها.
تختلف البستنة عن الزراعة العادية في النقاط التالية:
- البستنة تهدف إلى زراعة نباتات مثل الورود والزهور والشجيرات والنباتات المتسلقة بهدف التجميل أكثر من كونها نباتات ذات فائدة غذائية على الرغم من أنه في الكثير من بلدان العالم (على سبيل المثال روسيا) يتم زراعة الخضروات المنزلية في الحدائق ويدخل ذلك ضمن نطاق البستنة. وحتى عندما يتم زراعة نوع من المحاصيل يكون ذلك على نطاق ضيق وليس على نطاق واسع مثل الزراعة المنظمة.
- يتم استخدام التقنيات والميكنة الزراعية الحديثة في الزراعات الكثيفة، أما في حالة البستنة فتكون الأدوات يدوية غاية في البساطة.

## تاريخ البستنة
للبستنة تاريخ طويل مع البشر، فأبرز مثال على ذلك هو حدائق بابل المعلقة والحدائق الرومانية وحدائق القصور في إنجلترا وفرنسا، إضافة إلى الفنون اليابانية العريقة لتنسيق الزهور والتي كانت تعتبر من ضمن معايير تقييم مدى رقي السيدة اليابانية في وقت ما.